# Bakkies Botha
Pour les articles homonymes, voir Botha.

a Compétitions nationales et continentales officielles uniquement.

b Matchs officiels uniquement.
Dernière mise à jour le 31 octobre 2015.
John Philip Botha, plus connu comme Bakkies Botha, né le 22 septembre 1979 à Newcastle dans le Natal en Afrique du Sud, est un joueur de rugby à XV sud-africain, évoluant au poste de deuxième ligne. Ce puissant joueur de rugby, formant avec son compatriote Victor Matfield, l'une des meilleures secondes lignes du monde, a remporté la Coupe du monde de rugby à XV 2007 avec l'équipe d'Afrique du Sud. Il forme également une seconde ligne exceptionnelle aux côtés du néo-zélandais Ali Williams, sous les couleurs du Rugby Club Toulonnais, avec lequel il a tout gagné. Il est aujourd'hui considéré comme l'un des meilleurs deuxième ligne de l'histoire, et le meilleur deuxième ligne de l'histoire du Rugby Club Toulonnais.

## Biographie
Bakkies Botha fait ses débuts en rugby à l'école de Secunda, ville minière à deux pas de Johannesburg. Il tient son surnom "Bakkies" de ses jambes arquées ("bakked" signifie arquées en argot). Plutôt mince dans sa jeunesse, il débute au poste de demi de mêlée aux côtés d'un autre futur Springbok, Danie Rossouw qui lui évolue au poste de demi d'ouverture. Ce n'est que plus tard qu'il est positionné deuxième ligne.
Sélectionné avec les espoirs sud-africains, il fait ses débuts avec la province des Falcons en Currie Cup en 2000 avant de rejoindre la province des Blue Bulls l'année suivante. C'est au sein de cette province qu'il rencontre en 2001 Victor Matfield avec qu'il formera l'une des meilleures secondes lignes, aussi bien dans le Super 14 qu'en sélection nationale. Avec les Blue Bulls, le duo Matfield-Botha remporte 3 Currie Cup et avec les Bulls, 3 Super 14 en 2007, 2009 et 2010.
Bakkies Botha effectue son premier test match avec les Springboks le 9 novembre 2002 à l’occasion d’un match contre l'équipe de France. Dès son premier match, il fait honneur à sa réputation de joueur rugueux en récoltant un carton jaune pour brutalité. Associé à Victor Matfield, il s'impose néanmoins rapidement comme un cadre des Springboks. Jake White estime que l'efficacité du duo Matfield-Botha repose sur le fait que chacun fait "ce que l'autre ne fait pas". En effet, si Matfield se distingue par son intelligence de jeu, Bakkies Botha a une approche du jeu plus fruste, axé sur le défi physique. Néanmoins, il est très rapide malgré son poids et particulièrement adroit avec le ballon. Il est souvent présenté comme l'archétype de l'avant afrikaner : extrêmement puissant, agressif et dur au mal (Bakkies Botha se décrit lui-même comme "rough and tough": "rugueux et dur au mal"). Ces caractéristiques lui ont valu d'ailleurs d'avoir des soucis de discipline. En 2010, il écope d'une suspension de neuf semaines pour un coup de tête sur le demi de mêlée néo-zélandais, Jimmy Cowan.
L'association Matfield-Botha, reconduite 62 fois, ce qui constitue un record,  correspond aux périodes fastes de titres pour les Springboks : les victoires dans les Tri nations 2004 et 2009 et en 2007, la victoire en Coupe du monde de rugby à XV. En 2011, il est retenu pour disputer la Coupe du monde de rugby à XV 2011.
Il prend sa retraite sportive à l'issue de la saison 2014/2015, souhaitant retourner en Afrique du Sud pour s'occuper de sa ferme, de sa femme et de ses enfants.

## Palmarès

### En club

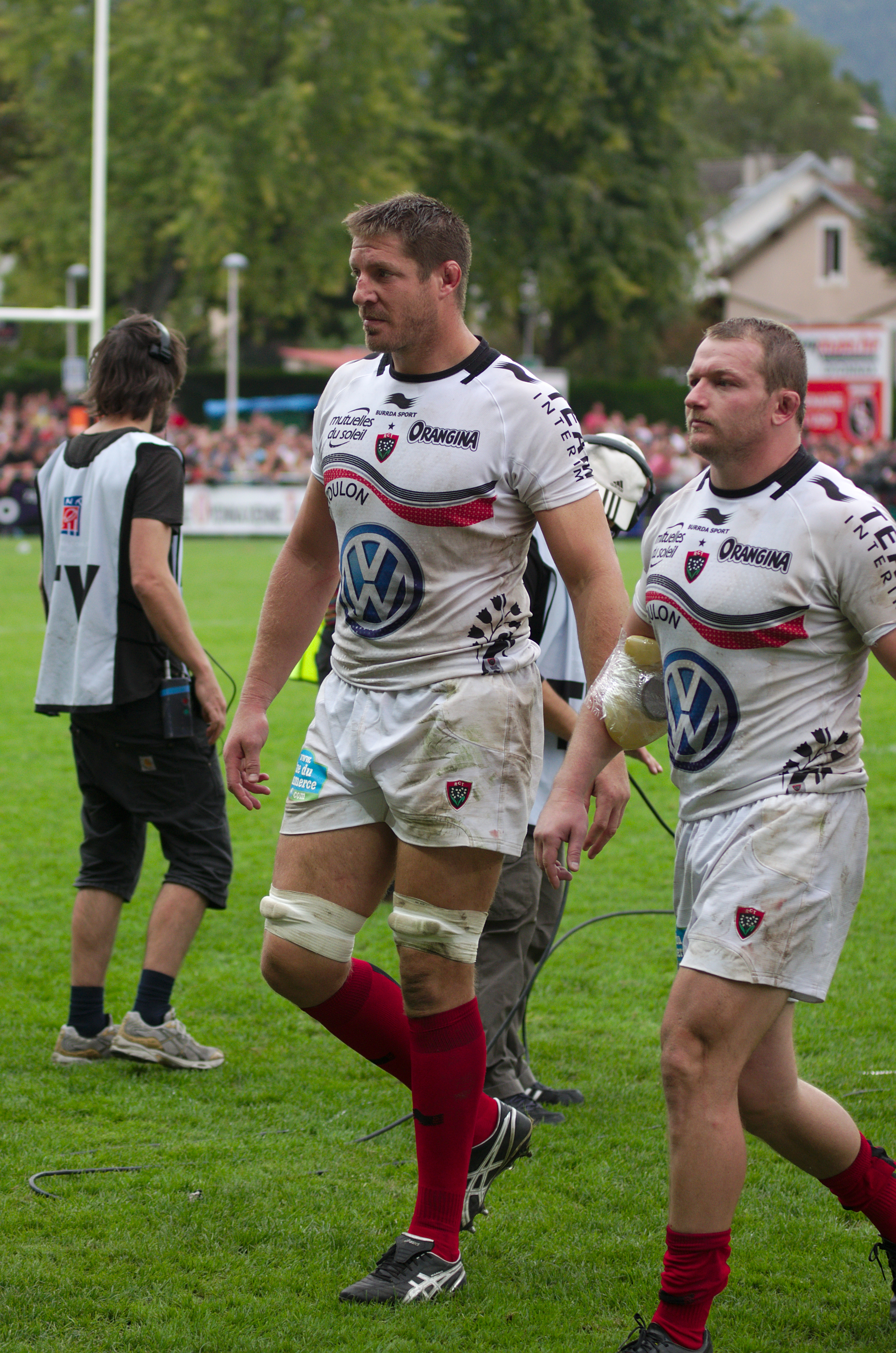
Bakkies Botha avec le RC Toulon en 2013.

- Vainqueur de la Coupe d'Europe de rugby en 2013, 2014 et 2015 avec le RC Toulon
- Vainqueur du Championnat de France en 2014 avec le RC Toulon
- Finaliste du Championnat de France en 2012 et 2013 avec le RC Toulon
- Vainqueur de la Currie Cup en 2002, 2003, 2004, 2006, 2009 avec les Blue Bulls
- Finaliste de la Currie Cup en 2005, 2008.
- Vainqueur du Super 14 en 2007, 2009 et 2010 avec les Bulls
- Finaliste de l'Amlin Challenge Cup en 2012 avec le RC Toulon

### En équipe nationale
- Vainqueur du Tri-nations en 2004, 2009
- Vainqueur de la Coupe du monde en 2007

## Statistiques

### En équipe nationale
(au 31/10/2015)
- 85 sélections avec l'Afrique du Sud
- 7 essais (35 points)
- Sélections par saison :  1 en 2002, 10 en 2003, 11 en 2004, 9 en 2005, 14 en 2007, 10 en 2008, 10 en 2009, 7 en 2010, 4 en 2011, 2 en 2013 et 7 en 2014.
- En coupe du monde :
  - 2011 : 2 sélections (Fidji, Namibie)
  - 2007 : 7 sélections (Samoa, Angleterre, Tonga, États-Unis, Fidji, Argentine, Angleterre)
  - 2003 : 5 sélections (Uruguay, Angleterre, Géorgie, Samoa, Nouvelle-Zélande), 3 essais (15 points)

## Style de jeu
Bakkies Botha est considéré comme le deuxième ligne le plus puissant de la planète. Extrêmement brutal, il est réputé pour sa férocité dans les rucks et pour la violence de ses plaquages et déblayages. Outre ses qualités physiques, Bakkies est également un joueur rapide pour son gabarit, bon en touche et adroit avec le ballon. Enfin, il est régulièrement loué pour son engagement, sa constance et sa capacité à se sublimer lors des rencontres décisives. Un élément se reflétant dans un palmarès prestigieux, tant sur le plan national (Coupe du Monde, Tri-nations), qu'en club (H-cup, Super15, Top 14...). Bernard Laporte le considère ainsi comme le meilleur joueur qu'il ait entraîné.  
Cependant, son style très agressif et axé sur le défi physique lui ont valu de nombreuses suspensions et plusieurs incidents sur le pré, générant une réputation de "méchant" qu'il avoue ne pas toujours comprendre.  